# ۶۸ (میلادی)
۶۸ (میلادی) شصت و هشتمین سال تقویم میلادی است.

## رویدادها
بر اساس مکان
امپراتوری روم
- آخرین سالی که تاسیتوس «سالنامه»، تاریخ مکتوب امپراتوری روم، را ثبت می‌کند.
- لوسیوس کلودیوس ماسر علیه سلطنت نرون قیام کرد.
- سنا نرون را عنصر نامطلوب اعلام کرد.
- ۹ ژوئن - امپراتور نرون در چهار مایلی خارج از رم خودکشی کرد. گارد پرتورین او را رها کرد و سپس با خنجری گلوی خود را برید.[۱]
- 9 ژوئن - سنای روم سرویوس سولپیسیوس گالبا را به عنوان امپراتور روم پذیرفت.
- مارکوس اولپیوس ترایانوس، پدر تراژان، کنسول می شود.
- تراژان به سمت اسکیتوپولیس حرکت می‌کند و با لشکر دهم فرتنسیس از رود اردن عبور می‌کند. او اریحا را محاصره می‌کند و صومعه قمران را که طومارهای دریای مرده از آنجا سرچشمه گرفته‌اند، ویران می‌کند.[۲]
- زمستان - تیتوس در اریحا اردو زد و رومی‌ها راه‌های فرار به سمت اورشلیم را بستند.
- ونوتیوس با موفقیت همسرش کاریماندوا را از سلطنت خلع کرد و خود فرمانروای بریگانتس شد.

آسیا
- پادشاهی فونان در دلتای مکونگ تأسیس شد که شامل کامبوج امروزی، ویتنام جنوبی، تایلند جنوبی و تایلند شرقی می‌شد و اولین تمدن شناخته شده در جنوب شرقی آسیا بود. پایتخت آن ویادهاپورا یا ناحیه با پنوم امروزی در کامبوج بود.[۳]
- پادشاه دودو از گالسا بویو کشور را به ته جو از گوگوریو پیشکش کرد، گالسا بویو توسط گوگوریو نابود شد.

بر اساس موضوع
دین
- آیین بودا رسماً با ساخت معبد اسب سفید به چین رسید.[۴][۵]

- ایگناتیوس اهل انطاکیه سومین اسقف انطاکیه می‌شود.

- اسنی‌ها طومارهای دریای مرده را در غارهای قمران قرار می‌دهند.

## زادگان
- 4 ژوئیه - سالونیا ماتیدیا، خواهرزاده تراژان (متوفی 119 پس از میلاد)

- فلاویوس اسکورپوس، ارابه سوار رومی (تاریخ تقریبی)

- گایوس بروتیوس پراسنس، کنسول روم (متوفی 140 پس از میلاد)

## درگذشتگان
- 25 آوریل - مرقس انجیلی، پاپ اسکندریه

- 9 ژوئن - نرون، امپراتور روم (خودکشی) (متولد 37 پس از میلاد)[۶]

- گایوس جولیوس ویندکس، فرماندار رومی (خودکشی)

- لوسیوس کلودیوس ماسر، ژنرال رومی (قتل شده)

- نیمفیدیوس سابینوس، بخشدار پراتوری رومی

- اونسیموس، اسقف بیزانس (تاریخ تقریبی)

- پوبلیوس پترونیوس تورپیلیانوس، کنسول روم (خودکشی)

- تیبریوس جولیوس میتریداتس، پادشاه مشتری روم